# Zubiena
Zubiena ist eine italienische Gemeinde mit 1136 Einwohnern (Stand 31. Dezember 2023) in der Provinz Biella (BI), Region Piemont.
Die Nachbargemeinden sind Borriana, Cerrione, Magnano, Mongrando, Sala Biellese und Torrazzo.

## Geographie
Das Gemeindegebiet umfasst eine Fläche von zwölf km².

## Einzelnachweise

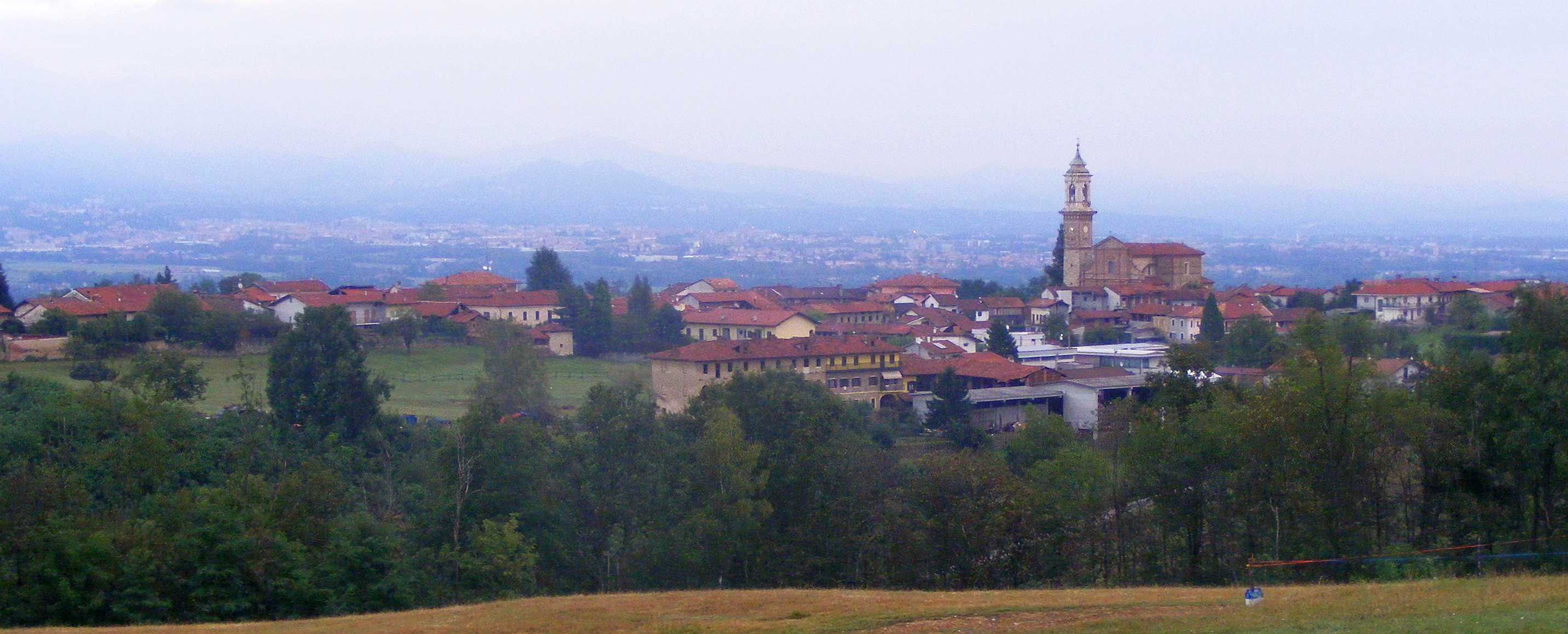
Panorama